# McDonnell Douglas DC-10
McDonnell Douglas DC-10 — широкофюзеляжний (один з перших в цьому класі) турбореактивний середньомагістральний (в деяких модифікаціях — далекомагістральний) авіалайнер.

## Аеродинамічна схема
Тримоторний турбовентиляторний низькоплан з розташуванням 2 двигунів під крилом і 1 ззаду над фюзеляжем, зі стрілоподібним крилом та однокільовим оперенням.

## Загальні відомості
Розроблені як результат запиту авіакомпанії American Airlines звернулася одночасно до компаній McDonnell Douglas та Lockheed з аналогічним технічним завданням, цей літак, попри деякі проблеми що виникли в початковий період, став дуже вдалим широкофюзеляжним комерційним авіалайнером.
На початку він замислювався як двомоторний, але незабаром йому було додано третій двигун, встановлений в основу кіля. Це було зроблено, щоб він міг відповідати вимогам American Airlines, яка хотіла використати цей літак на вже наявних злітних майданчиках. Крім цього, американські правила на ту епоху забороняли польоти над Атлантичним океаном 1-2 моторних літаків. Роботи над DC-10 почалися в лютому 1968 року та одразу ж пішли замовлення від American Airlines та United Airlines. Перший політ був виконаний 20 серпня 1970.

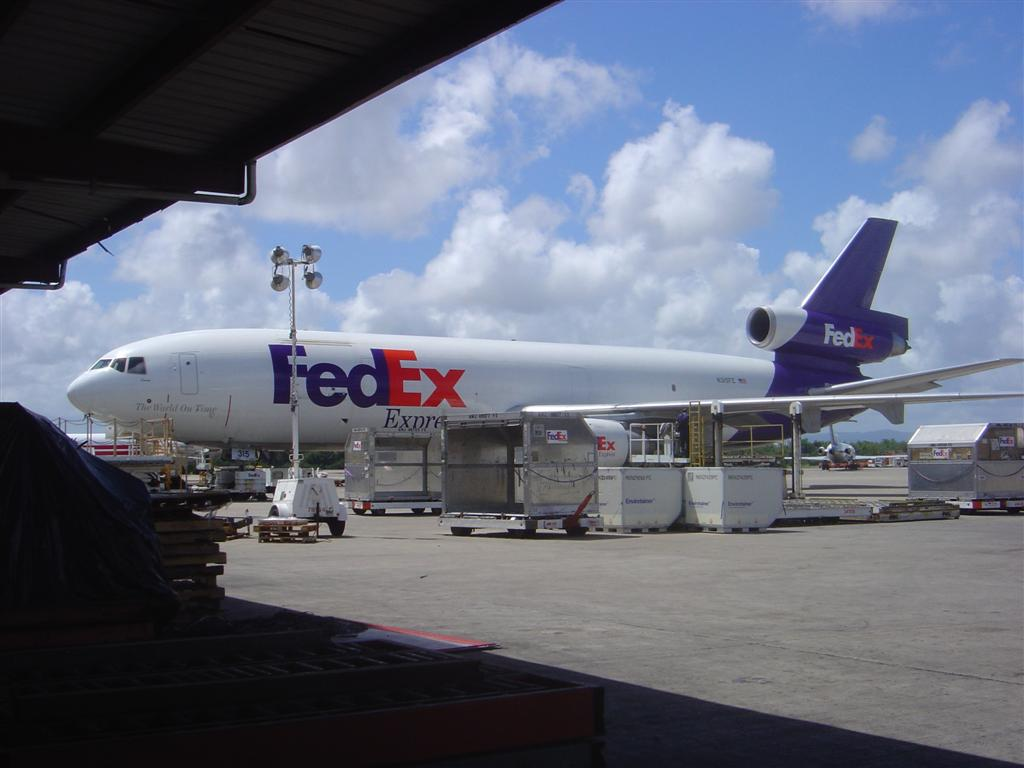
Вантажна версія літака в лівреї FedEx

Перший середньомагістральний DC-10-10 почав свою службу в American Airlines в серпні 1971. В той самий час вже повним ходом йшли роботи над далекомагістральним DC-10-30, який був забезпечений більш потужними двигунами, додатковими паливними баками та посиленими шасі. Найбільше DC-10 було побудовано саме в модифікації DC-10-30, включаючи транспортний варіант, в той самий час авіакомпанії Northwest Airlines і Japan Airlines замовили літак в модифікації DC-10-40 з двигунами Pratt & Whitney JT9D. Військово-повітряні сили США замовили також 60 DC-10 у модифікації КС-10А як літаючого танкера. 
Виробництво цього літака було припинено в 1989, проте багато машини були перероблені у вантажний варіант та продовжують літати до теперішнього часу. Станом на лютий 2010 в експлуатації перебувають 168 машин типу DC-10 (включаючи танкери), з них 67 належать FedEx, а 59 USAF. FedEx поступово виводить DC-10 з парку. У пасажирській експлуатації DC-10 залишається в авіакомпанії Biman з Бангладеш (4 шт).

## Технічні характеристики

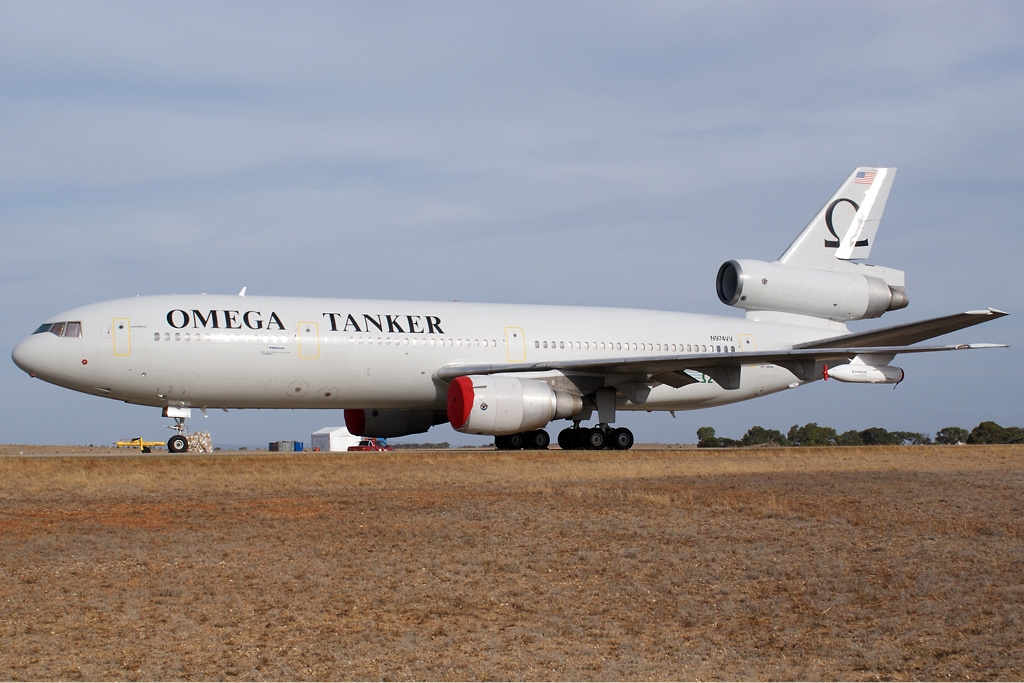
DC-10-40 авіакомпанії Omega Tanker

Наведені нижче характеристики відповідають модифікації Макдоннел Дуглас DC-10-40:
- Кількість пасажирів:до 380 осіб
- Двигуни:
  - Pratt and Whitney JT9D-20 49,000 lb (22,25 т) або
  - Pratt and Whitney JT9D-59A 53,000 lb (24,1 т);
- Максимальна злітна вага:259,450 кг
- Максимальна дальність польоту:11,685 км
- Крейсерська швидкість на висоті 10,000 метрів:908 км/год
- Розмах крила:50,4 м
- Максимальна довжина:55,5 м
- Максимальна висота: 17,7 м